# 日産ラジオナビ スポーツ最前線
日産ラジオナビ スポーツ最前線（にっさん-　-さいぜんせん）は、ニッポン放送製作の裏送りで全国ラジオネットワーク（NRN）の中で「日産ラジオナビ」の自主制作を行わない放送局で放送されていた日産自動車単独提供のスポーツ番組。

## 概要
かつての日産フラッシュジャーナル時代と同様に、前番組「ロイ・ジェームスのミスタースポーツ」（ロイ死去後は「ミスタースポーツ」に改題）の流れを吸出し、スポーツ情報を届ける番組として流していた。
最後に「今日のメモ」があるが、「今日のメモ」の部分はローカルに差し替えられた（実際では、パーソナリティが、「それでは最後に今日のメモです。はい、どうぞ!」とコメントした後に、ローカルに差し替わる。）。
2007年4月にNISSANビジネスサポートトピックスにタイトルが変更された。テーマ曲は、「NISSANビジネスサポートトピックス」の記事を参照。

## 番組パーソナリティー

### 終了時点
- 飯田浩司（ニッポン放送アナウンサー、2006年10月 - ）

### 過去
- 鈴木芳彦（ニッポン放送→フジテレビジョンアナウンサー、 - 2006年9月）

## その他
- ロイ・ジェームスが担当していたころの番組冒頭のナレーションは「おはようございます。野球にゴルフ、サッカーにレスリング、登山に磯釣りとまではいかなくても朝の体操、通勤の駆け足エトセトラ。スポーツのある生活は毎日の暮らしを2倍楽しくしてくれます。スポーツで体を鍛えましょう、出来ない人はせめてスポーツ通になりましょう!」だった。
- ラジオ関西はNRN加盟時代に番組ネットしていたが、NRN除名後は自社制作に切り替えた。

## 番組ネット局
- 山梨放送（月曜 - 金曜 7:15 - 7:25）
- 北日本放送（月曜 - 金曜 7:24 - 7:34 とれたてワイド朝生!内）
- 山陰放送（月曜 - 金曜 8:20 - 8:30）
- 山口放送（月曜 - 金曜 8:20 - 8:30 ほっとゾーンおはようKRY内）
- ラジオ沖縄（月曜 - 金曜 7:50 - 8:00 フレッシュモーニング内）

※山口放送・ラジオ沖縄は2006年3月までは土曜日のみネットせず「日産ラジオナビ」を放送していた。残りの3局は土曜日もそのまま放送。